# Carlos Felipe Morales
Carlos Felipe Morales Languasco (ur. 23 sierpnia 1868, zm. 1 marca 1914) był w młodości księdzem katolickim, później urzędnikiem i w końcu generałem w armii Dominikany. W 1903 dokonał zamachu wojskowego, przejmując urząd prezydenta w dniu 24 listopada 1903. Cieszył się poparciem Stanów Zjednoczonych, co jednak nie uchroniło go przed utratą urzędu w dniu 29 grudnia 1905. Wówczas to Morales udał się na emigrację. Zmarł w Paryżu.